# Topologi
 For alternative betydninger, se Topologi (flertydig). (Se også artikler, som begynder med Topologi)
Topologi (græsk topos, 'sted', og logos, 'lære') er en del af matematikken, der udvider geometri. Topologi begynder med en betragtning af rummets natur, og rummets finstruktur såvel som dets globale struktur analyseres. Topologi bygger på mængdelære og der arbejdes typisk med både mængder af punkter og familier af mængder.
Ordet topologi benyttes både om det matematiske område og om en familie af mængder, der har bestemte egenskaber, der beskrives nedenfor og benyttes til at definere et topologisk rum. Af særlig interesse er en bestemt type afbildninger, der kaldes homøomorfier. Intuitivt er dette funktioner, der kan betragtes som deformationer af rummet, der ikke "ødelægger" det, eller som sætter forskellige dele sammen.
Da disciplinen blev grundlagt i slutningen af det 19. århundrede, blev den kaldt geometria situs (latin 'stedgeometri') og analysis situs (latin 'stedanalyse'). Fra omkring 1925 til 1975 var området et vigtigt område i vækst indenfor matematikken, og der finder endnu megen forskning sted i forskellige områder, der stammer fra topologien: Den mest grundlæggende opdeling indenfor topologi er punktmængdetopologi, hvor man undersøger begreber som kompakthed, sammenhængenhed og tællelighed; algebraisk topologi, hvor man undersøger begreber som homotopi og homologi; og geometrisk topologi, der beskæftiger sig med mangfoldigheder og deres indlejringer, herunder knudeteori.

## Historie
Området, der nu kaldes topologi, stammer oprindeligt fra undersøgelsen af bestemte spørgsmål i geometri. Leonhard Eulers afhandling om Königsbergs syv broer fra 1736 betragtes som et af de første topologiske resultater.
Betegnelsen "topologie" blev introduceret på tysk i 1847 af Johann Benedict Listing i Vorstudien zur Topologie (om end Listing havde brugt begrebet i korrespondancer ti år forinden).
Moderne topologi er i høj grad afhængigt af idéerne i mængdelæren, som blev udviklet af Georg Cantor i den sidste del af det 19. århundrede. Udover at danne grundlaget for mængdelæren, betragtede Cantor punktmængder i euklidiske rum i sin undersøgelse af Fourierrækker.
Henri Poincaré, der betragtes som en af grundlæggerne af moderne topologi, udgav Analysis Situs i 1895 og introducerede heri begreberne homotopi og homologi, der i dag betragtes som en del af algebraisk topologi.
Maurice Fréchet, der forenede Cantors, Volterras, Arzelàs, Hardamards, Ascolis og andres forskning af funktionsrum, introducerede i 1906 begrebet metrisk rum. Et metrisk rum, der er en generalisering af begrebet euklidisk rum, betragtes nu som et specialtilfælde af det mere generelle topologiske rum. Begrebet "topologisk rum" blev først brugt i 1914 af Felix Hausdorff, der ligeledes definerede, hvad der i dag kaldes et Hausdorffrum.

## Grundlæggende introduktion
Topologiske rum optræder naturligt i stort set alle dele af matematikken, hvorfor topologi er blevet en af de store forenende idéer i matematikken. Generel topologi, eller punktmængdetopologi, definerer og behandler egenskaber ved rum og afbildninger, såsom sammenhængenhed, kompakthed og kontinuitet. Algebraisk topologi benytter sig af strukturer fra abstrakt algebra, specielt gruppen, til at studere topologiske rum og afbildninger mellem dem.
Motivationen bag topologi er, at nogle geometriske problemer ikke afhænger af den præcise form af de involverede objekter, men snarere af måden de er sat sammen. Eksempelvis har firkanten og cirklen mange egenskaber til fælles. Set fra et topologisk synspunkt, er begge endimensionale objekter, og de deler begge planen i to dele. En del, der ligger udenfor objektet, og en anden del, der ligger indenfor.
Som nævnt var Eulers afhandling om umuligheden af at finde en rute gennem Königsberg (nu Kaliningrad), der krydser alle broer netop én gang, blandt topologiens første. Eulers resultat afhang ikke af broernes længde, ej heller af afstanden mellem dem. Det er udelukkende sammenhængsegenskaber der bestemmer: Hvilke broer er forbundet til hvilke øer og bredder? Problemet, Königsbergs syv broer, er nu et berømt problem i grundlæggende matematik og på det matematiske område, der er kendt som grafteori.
Det samme gælder sætningen om den behårede kugle i algebraisk topologi, der siger, at "man ikke kan rede håret på en kugle glat" (se illustrationen til højre). Dette resultat virker umiddelbart oplagt for mange mennesker, selvom de ikke genkender sætningens formelle udsagn: At der ikke findes et kontinuert tangentvektorfelt på kuglen, der aldrig er 0. Som med Königsbergs broer afhænger resultatet ikke af kuglens præcise form; det gælder også om pæreformede objekter og faktisk om enhver formløs klat (med nogle betingelser på glatheden af overfladen); så længe objektet ikke har huller.
For at behandle disse problemer, der ikke har med objekters præcise form at gøre, må man gøre sig klart, hvilke egenskaber problemerne så faktisk afhænger af. Heraf opstår behovet for begrebet topologisk ækvivalens. Umuligheden af at krydse hver bro netop én gang kan bruges på enhver topologisk ækvivalent opstilling af broer, og sætningen om den behårede kugle kan bruges på ethvert rum, der er topologisk ækvivalent med kuglen.
Intuitivt er to rum topologisk ækvivalente, hvis det ene kan deformeres over i det andet uden behov for at skære eller lime. En typisk vittighed er, at topologer (forskere i topologi) ikke kan kende forskel på koppen de drikker af og munkeringen de spiser, da en tilstrækkeligt bøjelig munkering kan laves om til en kaffekop som på illustrationen i begyndelsen af dette afsnit.

## Matematisk definition
Lad X være en mængde og lad T være en familie af delmængder af X. Da kaldes T en topologi på X, hvis
1. Den tomme mængde og X er elementer i T.
2. En vilkårlig forening af elementer i T igen ligger i T.
3. Et snit af endeligt mange elementer i T igen ligger i T.

Hvis T er en topologi på X, kaldes parret (X,T) et topologisk rum.
Mængderne i T kaldes åbne; bemærk at dette ikke nødvendigvis er alle delmængder af X (eksempelvis er mængden bestående af den tomme mængde og X selv en topologi på X). En delmængde af X siges at være lukket, hvis dens komplement ligger i T (dvs. komplementet er åbent). En delmængde af X kan være åben, lukket, begge dele eller ingen af delene.
En afbildning fra et topologisk rum til et andet kaldes kontinuert, hvis urbilledet af en åben mængde under funktionen igen er åbent. Hvis funktionen afbilder de reelle tal til de reelle tal (udstyret med de sædvanlige åbne mængder), er denne definition af kontinuitet ækvivalent med definitionen i infinitesimalregningen. Hvis en kontinuert funktion er bijektiv med kontinuert invers, kaldes funktionen en homøomorfi og billedet af funktionen siges at være homøomorft på definitionsområdet. Hvis to rum er homøomorfe, har de de samme topologiske egenskaber, og de siges at være topologisk ækvivalente. Kuben og kuglen er homøomorfe, og det samme er kaffekoppen og munkeringen. Men cirklen er ikke homøomorf med munkeringen.